# Lukáš Došek
Lukáš Došek (* 12. září 1978 v Karlových Varech) je český fotbalista, dvojče fotbalisty Tomáše Doška. Jejich sestra Kateřina Došková byla hráčkou Sparty Praha a reprezentantkou ČR v kopané.

## Klubová kariéra
V mládí hrál za TJ DDM Stará Role a SK Viktoria Plzeň. V roce 1997 si ho půjčil klub TJ Přeštice, ale on se brzy zase vrátil do Plzně a jako středový hráč se rychle zařadil do kmenové sestavy.
V roce 1999 přestoupil do pražské Slavie a v jejích barvách odehrál 154 ligových zápasů a 41 zápasů v Lize mistrů a Poháru UEFA.
V letech 2005 až 2008 hrál v zahraničí v Německu a Švýcarsku.
V září 2008 zamířil do slovenského prvoligového Spartaku Trnava.

## Reprezentační kariéra

### Mládežnické reprezentace
Působil v české fotbalové reprezentaci do 21 let Má bilanci 26 zápasů, 15 výher, 4 remízy, 7 proher, 2 vstřelených góly.

#### Mistrovství Evropy hráčů do 21 let 2000
V základní skupině A Mistrovství Evropy hráčů do 21 let v roce 2000 konaném na Slovensku se česká reprezentace střetla postupně s celky Španělska, Nizozemska a Chorvatska. Do finále postupoval vítěz skupiny, druhý tým skupiny se kvalifikoval do zápasu o bronz. V prvním remízovém zápase se Španělskem (1:1) odehrál kompletní počet minut a vstřelil vedoucí gól.
Ve druhém utkání v Trenčíně proti Nizozemsku (výhra ČR 3:1), střídal na hřišti v 69. minutě Jiřího Jarošíka. V posledním utkání skupiny 1. června proti Chorvatsku hrál do 89. minuty, pak jej vystřídal Jan Polák, ještě předtím vstřelil gól na průběžných 1:1. Utkání skončilo výhrou českého družstva 4:3 a postupem do finále proti Itálii.
Ve finále jej trenér Karel Brückner nasadil opět v základní sestavě, český tým nakonec prohrál gólem Andrey Pirla z 81. minuty. Lukáš Došek získal s týmem stříbrné medaile.

#### Letní olympijské hry 2000
Nastoupil i v českém olympijském výběru do 23 let na Letních olympijských hrách v Austrálii v roce 2000. 13. září 2000 odehrál plný počet minut v utkání se Spojenými státy americkými, zápas skončil remízou 2:2, ke které Lukáš přispěl proměněným pokutovým kopem (gól na konečných 2:2). 16. září 2000 v Brisbane podlehl český tým Kuvajtu 2:3, v tomto utkání Došek nenastoupil. V posledním zápase českého týmu v základní skupině s Kamerunem hrál do 86. minuty, pak jej vystřídal Martin Vozábal. I v tomto střetnutí zaznamenal Došek gól a český národní tým remizoval 1:1 , na postup to zdaleka nestačilo, národní tým obsadil se 2 body poslední příčku v tabulce skupiny C.

### A-mužstvo
V seniorské reprezentaci České republiky odehrál celkem 4 přátelské zápasy (2 výhry, 1 remíza a 1 prohra), aniž by vstřelil gól. Debutoval 16. srpna 2000 na Bazalech proti Slovinsku, hrál do 84. minuty. Zápas skončil prohrou ČR 0:1. 
Poté se objevil v zápasech s Belgií (25. duben 2001, Letná, remíza 1:1) a Kyprem (13. únor 2002, Nikósie, výhra ČR 4:3)
Poslední zápas v reprezentačním dresu odehrál 18. května 2002 na Letné proti Itálii, kde jej trenér Karel Brückner poslal do druhého poločasu. V 90. minutě jej stáhl ze hřiště. Česká republika porazila Itálii 1:0 gólem Vladimíra Šmicera.

### Reprezentační zápasy a góly
| Rok    | Zápasy | Góly |
| ------ | ------ | ---- |
| 1998   | 7      | 0    |
| 1999   | 12     | 0    |
| 2000   | 7      | 2    |
| Celkem | 26     | 2    |

| Rok    | Zápasy | Góly |
| ------ | ------ | ---- |
| 2000   | 2      | 2    |
| Celkem | 2      | 2    |

| Rok    | Zápasy | Góly |
| ------ | ------ | ---- |
| 2000   | 1      | 0    |
| 2001   | 1      | 0    |
| 2002   | 2      | 0    |
| Celkem | 4      | 0    |

Góly v české reprezentaci do 21 let 
| Gól | Datum       | Stadion            | Soupeř     | Skóre (min.) | Výsledek | Soutěž       | Gól          |
| --- | ----------- | ------------------ | ---------- | ------------ | -------- | ------------ | ------------ |
| 010 | 27. 5. 2000 | Trenčín, Slovensko | Španělsko  | 01:00 (55.)  | 1:1      | ME „21“ 2000 | padl ze hry  |
| 02  | 01. 6. 2000 | Trenčín, Slovensko | Chorvatsko | 01:10 (44.)  | 4:3      | ME „21“ 2000 | pokutový kop |

Góly v české reprezentaci do 23 let (olympijský výběr) 
| Gól | Datum       | Stadion             | Soupeř  | Skóre (min.) | Výsledek | Soutěž   | Gól          |
| --- | ----------- | ------------------- | ------- | ------------ | -------- | -------- | ------------ |
| 010 | 13. 9. 2000 | Canberra, Austrálie | USA     | 02:20 (52.)  | 2:2      | LOH 2000 | pokutový kop |
| 02  | 19. 9. 2000 | Brisbane, Austrálie | Kamerun | 01:10 (75.)  | 1:1      | LOH 2000 | padl ze hry  |